# Lucien Bonaparte

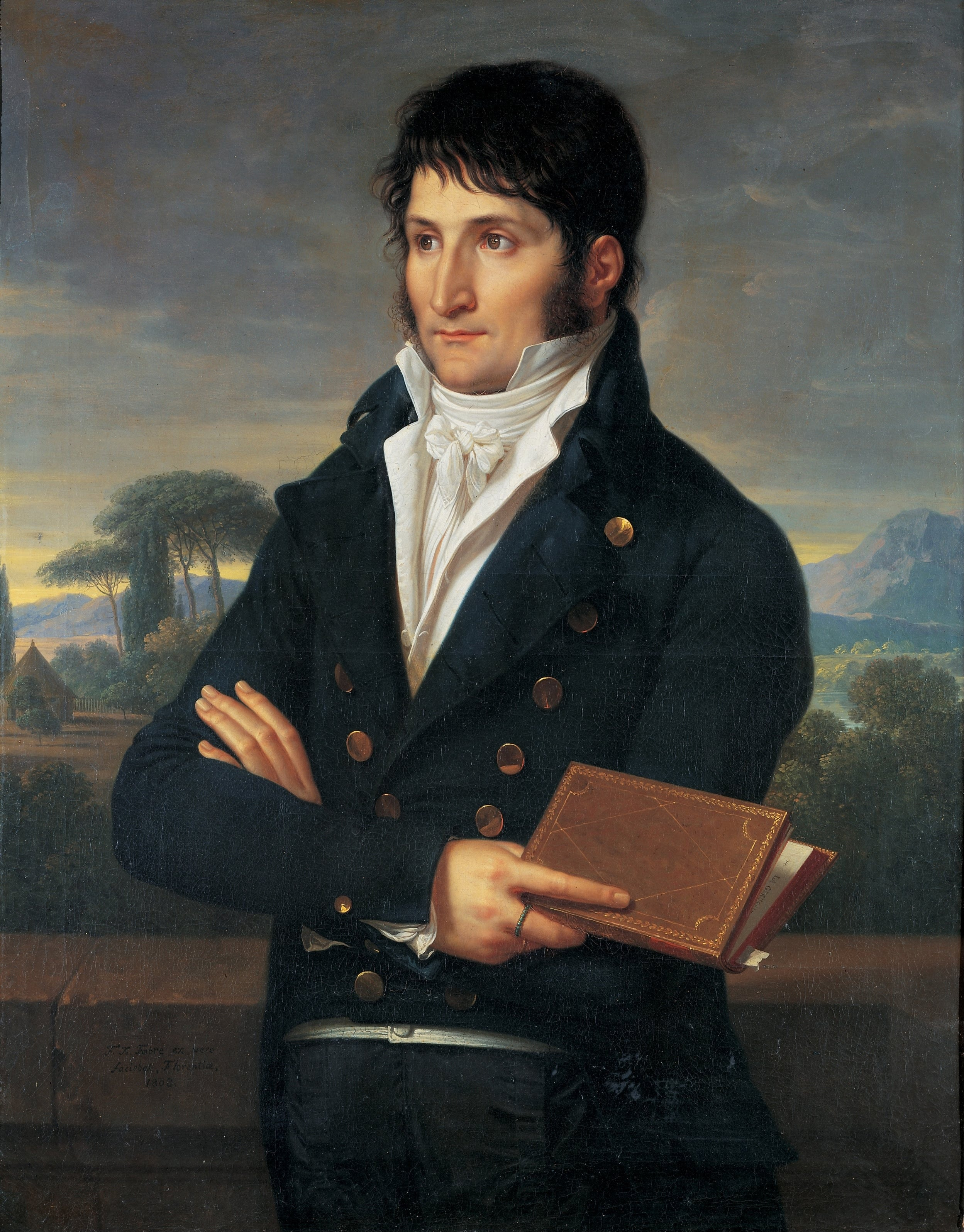
Lucien Bonaparte, Porträt von François-Xavier Fabre

Lucien Bonaparte (geboren als Luciano Buonaparte am 21. Mai 1775 in Ajaccio, Korsika, ab 1814 Principe di Canino e Musignano; † 29. Juni 1840 in Viterbo, Italien) war Angehöriger der Familie Bonaparte und Bruder des französischen Kaisers Napoleon I.

## Leben
Lucien war der dritte Sohn des Carlo Buonaparte und der Laetitia Ramolino. Nach seiner Ausbildung in Frankreich wurde er 1789 in Ajaccio einer der radikalsten Wortführer des Jakobiner-Clubs. Als der Wohlfahrtsausschuss die Entchristianisierung einleitete, legte er seinen Vornamen ab und nannte sich vorübergehend Brutus Buonaparte.
Als Anhänger Robespierres wurde er am 27. Juli 1794 (9. Thermidor) in Aix-en-Provence nach dessen Sturz in Haft genommen. Dank der Intervention seines älteren Bruders Napoleon konnte er mit knapper Not der Guillotine entkommen.

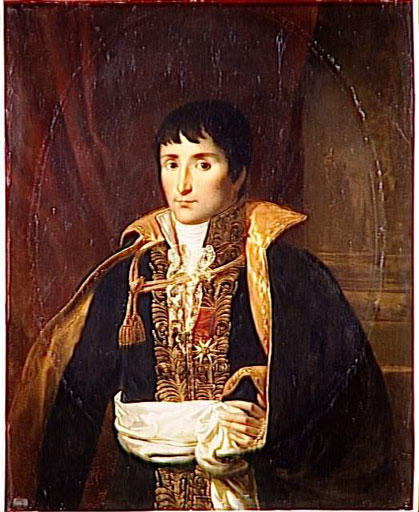
Lucien Bonaparte, Prinz von Canino, Porträt von Robert Lefèvre

Als Präsident des Rates der Fünfhundert in Saint-Cloud stand er diesem Parlament beim Staatsstreich des 18. Brumaire VIII vor. In dieser Position gelang es ihm, seinen Bruder Napoleon am 10. November 1799 zum Ersten Konsul wählen zu lassen. Er selbst wurde Innenminister.
Ab 1800 Botschafter in Spanien, griff er gemeinsam mit Manuel de Godoy (1767–1851), dem Ersten Minister Spaniens, im sogenannten Orangenkrieg (spanisch Guerra de las Naranjas) Portugal an. Anstatt das Land zu besetzen, wie es sein Bruder wollte, erpressten Lucien und de Godoy eine hohe Entschädigung für sich selbst und gewährten den milden Frieden von Badajoz. Napoleon war außer sich vor Wut und nannte seinen Bruder einen Schuft und Dieb.
Auf Luciens Anregung wurde die Académie française1803 wiedererrichtet. Lucien war Mitglied von 1803 bis 1816.
Nach dem Zerwürfnis mit seinem Bruder Napoleon wegen seiner zweiten Eheschließung zog Lucien sich 1804 auf seine Ländereien in Canino in Italien zurück. Im Palazzo Núñez in Rom, den er 1806 erworben hatte, sammelte er seine Antiken. Die Mutter bemühte sich lange vergeblich, die Brüder wieder zu versöhnen. Als er 1810 nach Amerika auswandern wollte, geriet er in britische Gefangenschaft, die bis zum Jahre 1814 andauerte. Währenddessen residierte er auf dem Landsitz Thorngrove in Worcestershire. Von den Briten freigelassen, wurde er von Papst Pius VII. 1814 zum Principe di Canino e Musignano erhoben und somit päpstlicher Titelträger seiner Ländereien. Der Papst, den Napoleon 1809 nach seiner Exkommunikation hatte verhaften und jahrelang in Frankreich internieren lassen, dessen Kirchenstaat er besetzte, hatte gleichwohl stets Fürsprecher in der Familie gefunden, insbesondere die Mutter Laetitia und deren Bruder Kardinal Joseph Fesch.
Trotz seiner Differenzen mit dem Kaiser unterstützte Lucien Napoleon 1815 bei dessen Rückkehr der Hundert Tage. Nach der Schlacht von Waterloo und der endgültigen Abdankung Napoleons wurde Lucien in Turin vom König von Sardinien festgesetzt und nach Intervention Pius’ VII. freigelassen. Im Zuge der Restauration der Bourbonen wurde er 1816 aus Frankreich verbannt und verlor seinen Sitz in der Académie française. Er verbrachte den Rest seines Lebens in Italien. Dort grub er als Hobby-Archäologe römische Kunstwerke aus und interessierte sich für die Etrusker. 1823 wurde er zum Mitglied der American Philosophical Society gewählt.
Als Autor verfasste Lucien Werke in Prosa und in Reimform; so den Roman La Tribu indienne (deutsch Der Indianerstamm) und das Gedicht Charlemagne über Karl den Großen.

## Familie und Nachkommen
In erster Ehe war Lucien ab 1794 mit der wohlhabenden Erbin Christine Boyer (1773–1800) verheiratet; mit der er vier Kinder hatte, von den zwei Töchter erwachsen wurden. 1803 heiratete er Alexandrine de Bleschamp, die unter dem Namen Madame Jouberton bekannte Witwe Hippolyte Joubertons; das Paar hatte zehn gemeinsame Kinder. Diese Ehe mit einer als nicht standesgemäß betrachteten Frau wurde gegen den Willen Napoleons geschlossen und führte zum Zerwürfnis zwischen beiden Brüdern.
Luciens ältester Sohn Charles Lucien wurde ein weltbekannter Ornithologe, Louis Lucien Bonaparte ein bekannter Linguist. Ihr Bruder Pierre galt hingegen als Enfant terrible der Familie.
Seine Urenkelin Marie Bonaparte war eine Vorkämpferin der Psychoanalyse und Weggefährtin Sigmund Freuds. Es gab noch weitere Nachkommen, die wissenschaftliche Neigungen hatten: Aus der Ehe von Luciens Tochter Letizia mit dem Engländer Thomas Wyse ging rechtlich Louis Lucien Napoleon Wyse hervor (der biologische Vater ist der britische General Studholme John Hodgson), der die Landenge von Panama erforschte. Luciens Enkel Roland Bonaparte (ein Sohn von Pierre Napoleon Bonaparte) war ein bekannter Anthropologe.

## Abstammung
|                                              |                                              |                                              |                                              |                                              |                                              |  |  |                                                |                                                |                                                |                                                |                                                |                                                |  |  | Sebastiano Nicolo Buonaparte ⚭ Maria Anna Tusoli | Sebastiano Nicolo Buonaparte ⚭ Maria Anna Tusoli | Sebastiano Nicolo Buonaparte ⚭ Maria Anna Tusoli | Sebastiano Nicolo Buonaparte ⚭ Maria Anna Tusoli | Sebastiano Nicolo Buonaparte ⚭ Maria Anna Tusoli | Sebastiano Nicolo Buonaparte ⚭ Maria Anna Tusoli |  |  | Giuseppe Maria Paravisini ⚭ Anna Maria Salineri | Giuseppe Maria Paravisini ⚭ Anna Maria Salineri | Giuseppe Maria Paravisini ⚭ Anna Maria Salineri | Giuseppe Maria Paravisini ⚭ Anna Maria Salineri | Giuseppe Maria Paravisini ⚭ Anna Maria Salineri | Giuseppe Maria Paravisini ⚭ Anna Maria Salineri |  |  | Giovanni-Agostino Ramolino ⚭ Angela-Maria Peri | Giovanni-Agostino Ramolino ⚭ Angela-Maria Peri | Giovanni-Agostino Ramolino ⚭ Angela-Maria Peri | Giovanni-Agostino Ramolino ⚭ Angela-Maria Peri | Giovanni-Agostino Ramolino ⚭ Angela-Maria Peri | Giovanni-Agostino Ramolino ⚭ Angela-Maria Peri |  |  | Giuseppe Pietrasanta ⚭ Maria-Giuseppe Malerba                       | Giuseppe Pietrasanta ⚭ Maria-Giuseppe Malerba                       | Giuseppe Pietrasanta ⚭ Maria-Giuseppe Malerba                       | Giuseppe Pietrasanta ⚭ Maria-Giuseppe Malerba                       | Giuseppe Pietrasanta ⚭ Maria-Giuseppe Malerba                       | Giuseppe Pietrasanta ⚭ Maria-Giuseppe Malerba                       |  |  |                                  |                                  |                                  |                                  |                                  |                                  |  |  |                                                      |                                                      |                                                      |                                                      |                                                      |                                                      |  |  |  |  |  |  |  |  |  |  |  |  |  |  |  |  |  |  |  |  |  |  |  |  |
|                                              |                                              |                                              |                                              |                                              |                                              |  |  |                                                |                                                |                                                |                                                |                                                |                                                |  |  | Sebastiano Nicolo Buonaparte ⚭ Maria Anna Tusoli | Sebastiano Nicolo Buonaparte ⚭ Maria Anna Tusoli | Sebastiano Nicolo Buonaparte ⚭ Maria Anna Tusoli | Sebastiano Nicolo Buonaparte ⚭ Maria Anna Tusoli | Sebastiano Nicolo Buonaparte ⚭ Maria Anna Tusoli | Sebastiano Nicolo Buonaparte ⚭ Maria Anna Tusoli |  |  | Giuseppe Maria Paravisini ⚭ Anna Maria Salineri | Giuseppe Maria Paravisini ⚭ Anna Maria Salineri | Giuseppe Maria Paravisini ⚭ Anna Maria Salineri | Giuseppe Maria Paravisini ⚭ Anna Maria Salineri | Giuseppe Maria Paravisini ⚭ Anna Maria Salineri | Giuseppe Maria Paravisini ⚭ Anna Maria Salineri |  |  | Giovanni-Agostino Ramolino ⚭ Angela-Maria Peri | Giovanni-Agostino Ramolino ⚭ Angela-Maria Peri | Giovanni-Agostino Ramolino ⚭ Angela-Maria Peri | Giovanni-Agostino Ramolino ⚭ Angela-Maria Peri | Giovanni-Agostino Ramolino ⚭ Angela-Maria Peri | Giovanni-Agostino Ramolino ⚭ Angela-Maria Peri |  |  | Giuseppe Pietrasanta ⚭ Maria-Giuseppe Malerba                       | Giuseppe Pietrasanta ⚭ Maria-Giuseppe Malerba                       | Giuseppe Pietrasanta ⚭ Maria-Giuseppe Malerba                       | Giuseppe Pietrasanta ⚭ Maria-Giuseppe Malerba                       | Giuseppe Pietrasanta ⚭ Maria-Giuseppe Malerba                       | Giuseppe Pietrasanta ⚭ Maria-Giuseppe Malerba                       |  |  |                                  |                                  |                                  |                                  |                                  |                                  |  |  |                                                      |                                                      |                                                      |                                                      |                                                      |                                                      |  |  |  |  |  |  |  |  |  |  |  |  |  |  |  |  |  |  |  |  |  |  |  |  |
|                                              |                                              |                                              |                                              |                                              |                                              |  |  |                                                |                                                |                                                |                                                |                                                |                                                |  |  | Giuseppe Maria Buonaparte                        | Giuseppe Maria Buonaparte                        | Giuseppe Maria Buonaparte                        | Giuseppe Maria Buonaparte                        | Giuseppe Maria Buonaparte                        | Giuseppe Maria Buonaparte                        |  |  | Maria Saveria Paravisini                        | Maria Saveria Paravisini                        | Maria Saveria Paravisini                        | Maria Saveria Paravisini                        | Maria Saveria Paravisini                        | Maria Saveria Paravisini                        |  |  | Giovanni Geronimo Ramolino                     | Giovanni Geronimo Ramolino                     | Giovanni Geronimo Ramolino                     | Giovanni Geronimo Ramolino                     | Giovanni Geronimo Ramolino                     | Giovanni Geronimo Ramolino                     |  |  | Angela Maria Pietrasanta Giuseppe Pietrasanta                       | Angela Maria Pietrasanta Giuseppe Pietrasanta                       | Angela Maria Pietrasanta Giuseppe Pietrasanta                       | Angela Maria Pietrasanta Giuseppe Pietrasanta                       | Angela Maria Pietrasanta Giuseppe Pietrasanta                       | Angela Maria Pietrasanta Giuseppe Pietrasanta                       |  |  |                                  |                                  |                                  |                                  |                                  |                                  |  |  |                                                      |                                                      |                                                      |                                                      |                                                      |                                                      |  |  |  |  |  |  |  |  |  |  |  |  |  |  |  |  |  |  |  |  |  |  |  |  |
|                                              |                                              |                                              |                                              |                                              |                                              |  |  |                                                |                                                |                                                |                                                |                                                |                                                |  |  | Giuseppe Maria Buonaparte                        | Giuseppe Maria Buonaparte                        | Giuseppe Maria Buonaparte                        | Giuseppe Maria Buonaparte                        | Giuseppe Maria Buonaparte                        | Giuseppe Maria Buonaparte                        |  |  | Maria Saveria Paravisini                        | Maria Saveria Paravisini                        | Maria Saveria Paravisini                        | Maria Saveria Paravisini                        | Maria Saveria Paravisini                        | Maria Saveria Paravisini                        |  |  | Giovanni Geronimo Ramolino                     | Giovanni Geronimo Ramolino                     | Giovanni Geronimo Ramolino                     | Giovanni Geronimo Ramolino                     | Giovanni Geronimo Ramolino                     | Giovanni Geronimo Ramolino                     |  |  | Angela Maria Pietrasanta Giuseppe Pietrasanta                       | Angela Maria Pietrasanta Giuseppe Pietrasanta                       | Angela Maria Pietrasanta Giuseppe Pietrasanta                       | Angela Maria Pietrasanta Giuseppe Pietrasanta                       | Angela Maria Pietrasanta Giuseppe Pietrasanta                       | Angela Maria Pietrasanta Giuseppe Pietrasanta                       |  |  |                                  |                                  |                                  |                                  |                                  |                                  |  |  |                                                      |                                                      |                                                      |                                                      |                                                      |                                                      |  |  |  |  |  |  |  |  |  |  |  |  |  |  |  |  |  |  |  |  |  |  |  |  |
|                                              |                                              |                                              |                                              |                                              |                                              |  |  |                                                |                                                |                                                |                                                |                                                |                                                |  |  |                                                  |                                                  |                                                  |                                                  |                                                  |                                                  |  |  |                                                 |                                                 |                                                 |                                                 |                                                 |                                                 |  |  |                                                |                                                |                                                |                                                |                                                |                                                |  |  |                                                                     |                                                                     |                                                                     |                                                                     |                                                                     |                                                                     |  |  |                                  |                                  |                                  |                                  |                                  |                                  |  |  |                                                      |                                                      |                                                      |                                                      |                                                      |                                                      |  |  |  |  |  |  |  |  |  |  |  |  |  |  |  |  |  |  |  |  |  |  |  |  |
|                                              |                                              |                                              |                                              |                                              |                                              |  |  |                                                |                                                |                                                |                                                |                                                |                                                |  |  |                                                  |                                                  |                                                  |                                                  |                                                  |                                                  |  |  |                                                 |                                                 |                                                 |                                                 |                                                 |                                                 |  |  |                                                |                                                |                                                |                                                |                                                |                                                |  |  |                                                                     |                                                                     |                                                                     |                                                                     |                                                                     |                                                                     |  |  |                                  |                                  |                                  |                                  |                                  |                                  |  |  |                                                      |                                                      |                                                      |                                                      |                                                      |                                                      |  |  |  |  |  |  |  |  |  |  |  |  |  |  |  |  |  |  |  |  |  |  |  |  |
|                                              |                                              |                                              |                                              |                                              |                                              |  |  |                                                |                                                |                                                |                                                |                                                |                                                |  |  |                                                  |                                                  |                                                  |                                                  |                                                  |                                                  |  |  | Carlo Buonaparte                                | Carlo Buonaparte                                | Carlo Buonaparte                                | Carlo Buonaparte                                | Carlo Buonaparte                                | Carlo Buonaparte                                |  |  | Letizia Ramolino                               | Letizia Ramolino                               | Letizia Ramolino                               | Letizia Ramolino                               | Letizia Ramolino                               | Letizia Ramolino                               |  |  |                                                                     |                                                                     |                                                                     |                                                                     |                                                                     |                                                                     |  |  |                                  |                                  |                                  |                                  |                                  |                                  |  |  |                                                      |                                                      |                                                      |                                                      |                                                      |                                                      |  |  |  |  |  |  |  |  |  |  |  |  |  |  |  |  |  |  |  |  |  |  |  |  |
|                                              |                                              |                                              |                                              |                                              |                                              |  |  |                                                |                                                |                                                |                                                |                                                |                                                |  |  |                                                  |                                                  |                                                  |                                                  |                                                  |                                                  |  |  | Carlo Buonaparte                                | Carlo Buonaparte                                | Carlo Buonaparte                                | Carlo Buonaparte                                | Carlo Buonaparte                                | Carlo Buonaparte                                |  |  | Letizia Ramolino                               | Letizia Ramolino                               | Letizia Ramolino                               | Letizia Ramolino                               | Letizia Ramolino                               | Letizia Ramolino                               |  |  |                                                                     |                                                                     |                                                                     |                                                                     |                                                                     |                                                                     |  |  |                                  |                                  |                                  |                                  |                                  |                                  |  |  |                                                      |                                                      |                                                      |                                                      |                                                      |                                                      |  |  |  |  |  |  |  |  |  |  |  |  |  |  |  |  |  |  |  |  |  |  |  |  |
|                                              |                                              |                                              |                                              |                                              |                                              |  |  |                                                |                                                |                                                |                                                |                                                |                                                |  |  |                                                  |                                                  |                                                  |                                                  |                                                  |                                                  |  |  |                                                 |                                                 |                                                 |                                                 |                                                 |                                                 |  |  |                                                |                                                |                                                |                                                |                                                |                                                |  |  |                                                                     |                                                                     |                                                                     |                                                                     |                                                                     |                                                                     |  |  |                                  |                                  |                                  |                                  |                                  |                                  |  |  |                                                      |                                                      |                                                      |                                                      |                                                      |                                                      |  |  |  |  |  |  |  |  |  |  |  |  |  |  |  |  |  |  |  |  |  |  |  |  |
|                                              |                                              |                                              |                                              |                                              |                                              |  |  |                                                |                                                |                                                |                                                |                                                |                                                |  |  |                                                  |                                                  |                                                  |                                                  |                                                  |                                                  |  |  |                                                 |                                                 |                                                 |                                                 |                                                 |                                                 |  |  |                                                |                                                |                                                |                                                |                                                |                                                |  |  |                                                                     |                                                                     |                                                                     |                                                                     |                                                                     |                                                                     |  |  |                                  |                                  |                                  |                                  |                                  |                                  |  |  |                                                      |                                                      |                                                      |                                                      |                                                      |                                                      |  |  |  |  |  |  |  |  |  |  |  |  |  |  |  |  |  |  |  |  |  |  |  |  |
| Joseph (König von Neapel, König von Spanien) | Joseph (König von Neapel, König von Spanien) | Joseph (König von Neapel, König von Spanien) | Joseph (König von Neapel, König von Spanien) | Joseph (König von Neapel, König von Spanien) | Joseph (König von Neapel, König von Spanien) |  |  | Napoleon (Erster Konsul, Kaiser der Franzosen) | Napoleon (Erster Konsul, Kaiser der Franzosen) | Napoleon (Erster Konsul, Kaiser der Franzosen) | Napoleon (Erster Konsul, Kaiser der Franzosen) | Napoleon (Erster Konsul, Kaiser der Franzosen) | Napoleon (Erster Konsul, Kaiser der Franzosen) |  |  | Lucien (Französischer Innenminister)             | Lucien (Französischer Innenminister)             | Lucien (Französischer Innenminister)             | Lucien (Französischer Innenminister)             | Lucien (Französischer Innenminister)             | Lucien (Französischer Innenminister)             |  |  | Louis (König von Holland)                       | Louis (König von Holland)                       | Louis (König von Holland)                       | Louis (König von Holland)                       | Louis (König von Holland)                       | Louis (König von Holland)                       |  |  | Jérôme (König von Westphalen)                  | Jérôme (König von Westphalen)                  | Jérôme (König von Westphalen)                  | Jérôme (König von Westphalen)                  | Jérôme (König von Westphalen)                  | Jérôme (König von Westphalen)                  |  |  | Elisa (Fürstin von Lucca und Piombino und Großherzogin der Toskana) | Elisa (Fürstin von Lucca und Piombino und Großherzogin der Toskana) | Elisa (Fürstin von Lucca und Piombino und Großherzogin der Toskana) | Elisa (Fürstin von Lucca und Piombino und Großherzogin der Toskana) | Elisa (Fürstin von Lucca und Piombino und Großherzogin der Toskana) | Elisa (Fürstin von Lucca und Piombino und Großherzogin der Toskana) |  |  | Pauline (Herzogin von Guastalla) | Pauline (Herzogin von Guastalla) | Pauline (Herzogin von Guastalla) | Pauline (Herzogin von Guastalla) | Pauline (Herzogin von Guastalla) | Pauline (Herzogin von Guastalla) |  |  | Caroline (Großherzogin von Berg, Königin von Neapel) | Caroline (Großherzogin von Berg, Königin von Neapel) | Caroline (Großherzogin von Berg, Königin von Neapel) | Caroline (Großherzogin von Berg, Königin von Neapel) | Caroline (Großherzogin von Berg, Königin von Neapel) | Caroline (Großherzogin von Berg, Königin von Neapel) |  |  |  |  |  |  |  |  |  |  |  |  |  |  |  |  |  |  |  |  |  |  |  |  |